# Ampoule à décanter

Schéma de deux types d'ampoules à décanter : A - conique, B - cylindrique.

 (juillet 2023).
Si vous disposez d'ouvrages ou d'articles de référence ou si vous connaissez des sites web de qualité traitant du thème abordé ici, merci de compléter l'article en donnant les références utiles à sa vérifiabilité et en les liant à la section « Notes et références ».
Pour les articles homonymes, voir ampoule.
L'ampoule à décanter est un élément de verrerie de laboratoire, utilisé pour séparer par décantation deux liquides non-miscibles pour effectuer une extraction liquide-liquide.
Les deux phases sont en général l'une aqueuse et l'autre organique (éther, cyclohexane, chloroforme.par exemple).
Lors de la décantation, le liquide le plus dense se placera, sous l'effet de la gravitation, en dessous du liquide le moins dense : on dira que le liquide le moins dense constitue la phase supérieure, et le liquide le plus dense la phase inférieure.
Les solvants organiques ont, en général, une densité inférieure à 1 et constituent alors la phase supérieure. La principale exception est celle des solvants halogénés comme le dichlorométhane et le chloroforme qui ont une densité supérieure à 1 et constituent donc la phase inférieure.

## Constitution

Schéma d'une ampoule à décanter.

L'ampoule à décanter a la forme d'un entonnoir surmonté d'un hémisphère au sommet duquel se trouve un col généralement rodé fermé par un bouchon. Dans sa partie inférieure, l'entonnoir est prolongé par un tube étroit terminé par un robinet.
La partie large permet un mélange efficace des deux liquides, tandis que le tube plus étroit permet une séparation plus fine après décantation.
L'ampoule est généralement en verre borosilicate (ou Pyrex) tandis que le bouchon et le robinet sont soit en PTFE (ou Téflon), soit en verre.
Les volumes usuels vont de quelques millilitres à plusieurs litres.
Remarque : l'ampoule à décanter ressemble beaucoup à l'ampoule à brome, pourtant leurs usages sont totalement différents. La différence de constitution la plus évidente est la place du robinet : celui de l'ampoule à décanter est généralement placé en bas du tube, alors que celui de l'ampoule à brome est placé en haut, juste sous la partie évasée, puisque le tube est destiné à être introduit dans un autre récipient.

## Utilisation

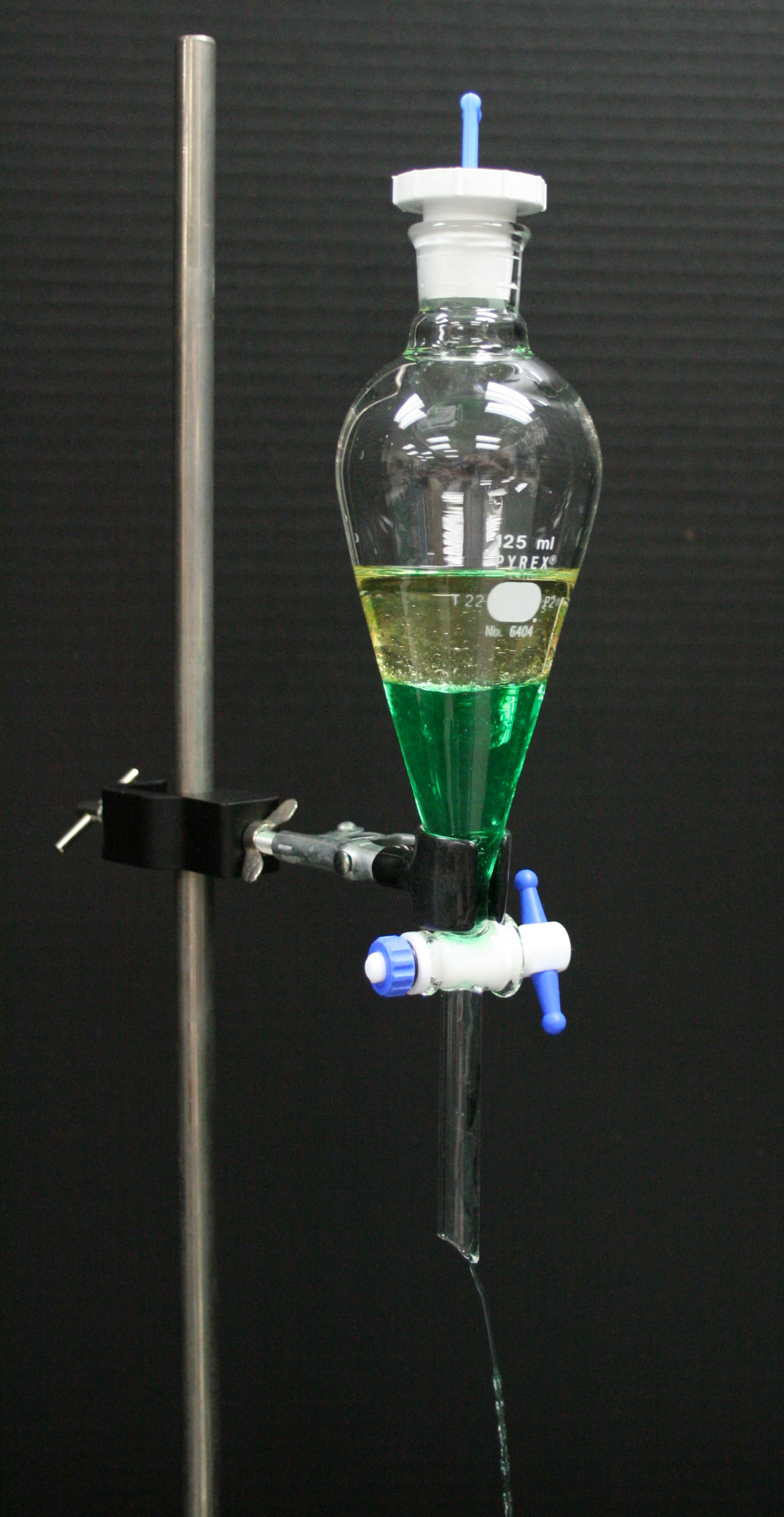
Séparation d'un mélange d'huile et d'eau colorée.

- Placer l'ampoule sur son support, et placer sous le robinet un récipient (bécher par exemple) en cas de fuite.
- Vérifier que le robinet fonctionne correctement et le fermer ; commencer à verser doucement pour vérifier son étanchéité.
- Verser les liquides dans l'ampoule, éventuellement à l'aide d'un entonnoir ; l'ampoule ne doit pas être remplie plus qu'aux 2/3 sinon l'agitation n'est plus assez efficace et les surpressions peuvent devenir dangereuses.
- Boucher l'ampoule.
- Ôter l'ampoule de son support, en tenant de la façon suivante : une main enserre le col, le bouchon bloqué dans la paume, l'autre main tient le tube près du robinet.
- Agiter vigoureusement, en renversant l'ampoule.
- Cesser d'agiter et dégazer en ouvrant le robinet pour rééquilibrer la pression interne de l'ampoule (qui augmente à cause de l'évaporation des solvants) et la pression atmosphérique ; attention à ne pas diriger le robinet vers une autre personne à cause des risques de projection de liquides.
- Refermer le robinet et répéter plusieurs fois les deux étapes précédentes, jusqu'à ce qu'il n'y ait plus de surpression.
- Reposer l'ampoule sur son support, enlever le bouchon et laisser décanter ; toujours laisser un récipient sous l'ampoule.
- Placer un premier récipient de collecte (erlenmeyer par exemple) sous l'ampoule et laisser s'écouler la phase inférieure.
- Placer un deuxième récipient de collecte et recueillir la phase supérieure.

### Remarques
- Plusieurs opérations successives peuvent être nécessaires, en particulier lors d'une extraction liquide-liquide ; il faut donc étiqueter soigneusement les récipients et ne jeter aucune phase avant la fin du traitement.

- En cas de doute pour identifier les phases, on peut prélever avec une pipette quelques gouttes de la phase à identifier et les ajouter dans un tube à essais contenant un peu d'eau : si elles se mélangent, il s'agit de la phase aqueuse, si elles forment une nouvelle phase, il s'agit de la phase organique.

- S'il se forme une émulsion, qui gêne la décantation, il existe plusieurs méthodes pour tenter de « casser » cette émulsion :
  - laisser reposer longtemps ;
  - utiliser une baguette de verre pour créer un tourbillon au niveau de l'interphase ;
  - réchauffer avec les mains ; par la même occasion, faire tourner l'ampoule autour de son axe vertical pour créer un tourbillon comme précédemment ;
  - ajouter du chlorure de sodium (relargage) ;
  - filtrer (filtre en papier, verre fritté, laine de verre, filtre hydrophobe, etc.) ;
  - centrifuger.